# Nereida de Epiro
Nereida de Epiro (también, Nereide o Nereis) era hija de Pirro II de Epiro, que gobernó brevemente sobre Siracusa (r. c.278-276 a. C.). Nereida se casó, aparentemente después de la muerte de su padre, con Gelón, hijo mayor de Hierón II, rey de Siracusa, convirtiéndose en la madre del rey Jerónimo de Siracusa.
Parece que sobrevivió a su hermana Deidamia y, por tanto, fue la última descendiente superviviente de la casa real de los Eácidas. Su nombre se encuentra en una inscripción en grandes letras en el teatro griego de Siracusa, llevando el título de reina (βασιλίσσας Νηρηίδος, Basilissas Nereidos, "Reina Nereida"), junto a la también reina Filistida.
El historiador romano Marco Juniano Justino en su obra Epítome de las Historias filípicas de Pompeyo Trogo supone erróneamente que era hermana de la Deidameia (o Laodameia, como él la llama) que fue asesinada por Milón.